# 陈小奇
陈小奇（1954年5月—），广东普宁人，中国词曲作家、音乐制作人、电视剧制片人。陈小奇是恢复高考后的首届学生，于1982年从中山大学中国语言文学系本科毕业，同年进入中国唱片总公司广州分公司。现任中国音乐家协会流行音乐学会常务副主席。
陈小奇的流行音乐代表作品有《涛声依旧》、《大哥你好吗》、《九九女儿红》、《我不想说》、《高原红》、《为我们的今天喝彩》、《跨越巅峰》、《拥抱明天》、《大浪淘沙》、《灞桥柳》、《烟花三月》、《当太阳升起的时候》等。此外，陈小奇也是中山大学校友之歌、第二校歌《山高水长》的词曲作者。